# Phil Mostert
Phillippus Jacobus Mostert dit Phil Mostert, né le 30 octobre 1898 à Krugersdorp en Afrique du Sud et mort le 3 octobre 1972 à Salisbury (Rhodésie), est un joueur de rugby à XV qui a joué avec l'équipe d'Afrique du Sud évoluant au poste de pilier.

## Biographie
Phil Mostert évolue avec la Western Province qui dispute la Currie Cup. Il dispute son premier test match le 13 août 1921 contre les All Blacks. Il joua son dernier test match contre l'Écosse, le 16 janvier 1932. De 1921 à 1932, il dispute quatorze matchs sur les quinze que jouent les Springboks.
La rivalité entre les Springboks et les All Blacks commence en 1921 à l’occasion d’une tournée des Springboks en Nouvelle-Zélande. Cette première confrontation se conclut sur une égalité entre les deux équipes (une victoire, une défaite et un match nul). La rivalité entre All Blacks et Springboks se poursuit aujourd’hui avec les trois rencontres annuelles du Tri-nations. En 1924 les Lions britanniques reviennent en Afrique du Sud. Trois victoires et un nul consacrent les Springboks. Les All Blacks font leur première tournée en Afrique du Sud en 1928. Cette tournée se solde par une égalité entre les deux équipes. Les Néo-zélandais perdent à Durban (0-17) et à Port Elizabeth (6-11) mais l’emportent à Johannesbourg (7-6) et au Cap (13-5). Le bilan des All Blacks est globalement positif avec 5 défaites seulement en 23 rencontres contre les Springboks ou des équipes de provinces sud-africaines. Les Sud-africains font une tournée en Grande-Bretagne et en Irlande en 1931-1932. Ils battent le pays de Galles 8-3 à Swansea, ils l'emportent 8-3 contre l'Irlande. Ils gagnent le 2 janvier ensuite 7-0 contre l'Angleterre. Puis ils battent l'Écosse 6-3 avec deux essais de Danie Craven et du capitaine Bennie Osler. C'est un grand chelem.

## Statistiques en équipe nationale
- 14 test matchs avec l'équipe d'Afrique du Sud
- 4 fois capitaine en 1928 contre les All Blacks
- 6 points (1 essai, 1 pénalité)
- Sélections par année : 3 en 1921, 3 en 1924, 4 en 1928, 2 en 1931, 2 en 1932